# Jean Price Mars
Pour les articles homonymes, voir Price et Mars.
Jean Price Mars ou Jean Price-Mars est un médecin, ethnographe, diplomate, homme d'État, pédagogue, philosophe, essayiste et écrivain haïtien, né le 15 octobre 1876 à la Grande-Rivière-du-Nord, décédé le 1er mars 1969 à Pétion-Ville. Il est notamment considéré comme l'initiateur du mouvement indigéniste en Haïti.

## Biographie

### Origines et études
Jean Price Mars est né en 1876 à Grande-Rivière-du-Nord. Il perd sa mère en bas âge et est élevé par une grand-mère catholique et son père protestant. Pour autant, sa famille fait partie de l’oligarchie du Nord du pays. Il est cousin de Tirésias Simon Sam et de Vilbrun Guillaume Sam. Après ses études secondaires au lycée Grégoire du Cap-Haïtien, qu'il achève au lycée Pétion à Port-au-Prince, il reçoit en 1896 une bourse qui lui permet d'entreprendre à Paris des études en médecine. Il deviendra plus tard éditeur-en-chef des Annales de médecine haïtienne. Il s'engage dans d'autres études, les sciences humaines et sociales, en fréquentant la Sorbonne, le Collège de France et le musée d'Ethnographie du Trocadéro.
Concernant l'orthographe de son nom et la présence, ou non, d'un tiret entre Price et Mars, Price est à l'origine son deuxième prénom. Son père a pour nom de famille Mars. D’après Jacques Carmeleau Antoine, Price-Mars en écrivant à Booker T. Washington en 1904 pour visiter l’Institut de Tuskegee, se construit un nouveau nom en reliant Price et Mars, peut-être par admiration pour Hannibal Price et dans un souci de réunir mulâtres (Hannibal Price était un mulâtre) et noirs (son père était noir) dans sa conception de la communauté haïtienne,.

### Carrière diplomatique et politique
Revenu à Haïti, il commence une carrière de diplomate qui lui permet d'être en poste en Europe et aux États-Unis. Il est successivement secrétaire d'ambassade à Berlin, représentant d'Haïti lors de l'exposition internationale de Saint-Louis en 1904, chargé d'affaires en poste à Washington, ministre plénipotentiaire à Paris de 1915 à 1916, ambassadeur à Saint-Domingue en 1946 puis ministre des Affaires étrangères sous la présidence de Léon Dumarsais Estimé.
Il devient également député à l'Assemblée nationale de 1905 à 1908 et sénateur de 1930 à 1935 et de 1941 à 1946. Il est inspecteur général de l'Instruction publique de 1912 à 1915. Il est fonctionnaire au bureau Ministère des Affaires étrangères et de Culte d'Haiti durant un an (1956 - 1957). Price Mars sert aussi en tant que secrétaire pour une délégation Haïtienne à Washington.

### Carrière intellectuel
Il affirme, dans son ouvrage le plus connu, Ainsi parla l'oncle, écrit en français et paru en 1928, que les Haïtiens ne sont pas des « Français colorés », mais des hommes nés en des conditions historiques déterminées et ayant un double héritage, français et africain. Il est considéré comme l'initiateur du mouvement indigéniste en Haïti, dans la période de 1915 à 1945 et notamment durant l'occupation d'Haïti par les États-Unis, par ses publications et ses conférences. Dans les années 1930, il se lie avec d'autres intellectuels de la diaspora d'Afrique notamment à travers la Revue du monde noir et le salon littéraire de Paulette Nardal. Il participe activement au mouvement de la Négritude avec des personnalités telles qu'Aimé Césaire ou Léopold Sédar Senghor ; ce mouvement littéraire qui a contribué largement au nationalisme culturel d'Afrique. .
En 1941, il fonde l'Institut d'ethnologie à Port-au-Prince. Il y occupe les chaires de sociologie et d'africologie jusqu'en 1947. Il contribue au développement des sciences sociales à Haïti.
En 1956, lors du premier Congrès des écrivains et artistes noirs qui se tient à Paris, Jean Price-Mars est élu président à l'unanimité. La même année, il devient le premier président de la Société africaine de culture, un organisme lié à l'UNESCO. Il est élevé au rang de commandeur de la Légion d'honneur à Paris cette année-là. En 1960, recteur de l'université d'État d'Haïti, il est admis à la retraite.
En 1965, il est le premier lauréat du prix littéraire des Caraïbes. En 1960 et 1966, Price-Mars est invité au Sénégal, par le président sénégalais Senghor, où il est nommé docteur honoris causa de l'université de Dakar.
Jean Price Mars meurt le 1er mars 1969 à Pétion-Ville près de Port-au-Prince. Il était grand-croix de l'ordre souverain de Malte, commandeur de El Sol du Pérou et grand cordon de l'ordre national du Cèdre du Liban. En France, l’Académie française lui décerne le prix pour un ouvrage écrit en langue française par un étranger en 1959 et le prix de la langue-française en 1969.

## Principales publications
- 1919 : La Vocation de l'élite. Port-au-Prince : Éditions Edmond Chenet, 1919. Rééditions : Port-au-Prince: Ateliers Fardin, 1976 ; Port-au-Prince : Les Éditions des Presses Nationales d'Haïti, 2001[9]
- 1928 : Ainsi parla l'oncle (essai d'ethnographie)[10]. Compiègne (France) : Imprimerie de Compiègne, 1928. Rééditions : Montréal: Leméac, 1973, 1979; Port-au-Prince: Imprimeur II, 1998[9]. Autre réédition : Ainsi parla l'oncle suivi de Revisiter l'Oncle, Mémoire d'encrier, Montréal, 2009.
- 1929 : Une étape de l'évolution haïtienne. Port-au-Prince : Imprimerie La Presse.
- 1939 : : Formation ethnique, folklore et culture du peuple haïtien. Port-au-Prince, Éditions Virgile Valcin, 1939.
- 1942 : : Contribution haïtienne à la lutte des Amériques pour les libertés humaines. Port-au-Prince, Imprimerie de l'État.
- 1948 : : Jean Pierre Boyer Bazelais et le drame de Miragoâne : à propos d'un lot d'autographes, 1883-1884. Port-au-Prince, Imprimerie de l'État.
- 1953 : : La République d'Haïti et la République dominicaine. Les aspects divers d'un problème d'histoire, de géographie et d'ethnologie[11],[9] s.n., 1953, Lausanne, Imprimerie Held, 1954.
- 1954 : : Le Bilan des études ethnologiques en Haïti et le cycle du Nègre. Port-au-Prince, Imprimerie de l'État.
- 1959 : : De Saint-Domingue à Haïti. Essai sur la Culture, les Arts et la Littérature. Paris, Présence africaine, 1959[12],[9].
- 1960 : : Silhouettes de nègres et de négrophiles. Paris, Présence africaine[9].
- 1961 : : Vilbrun Guillaume-Sam: ce méconnu. Port-au-Prince, Imprimerie de l'État[9].
- 1962 : : De la préhistoire d'Afrique à l'histoire d'Haïti. Port-au-Prince, Imprimerie de l'État.
- 1967 : : Lettre ouverte au Dr René Piquion, directeur de l'École normale supérieure, sur son manuel de la négritude. Port-au-Prince, Éditions des Antilles, 1967.
- 1978 : : Joseph Anténor Firmin. Port-au-Prince, Imprimerie du Séminaire Adventiste (posthume).

Il a également écrit la préface de Chansons de la montagne, de la plaine et de la mer.